# Ex-Hacienda de Jalpa
Ex-Hacienda de Jalpa är en fabriksort i Mexiko, tillhörande Huehuetoca kommun i delstaten Mexiko i den centrala delen av landet. Ex-Hacienda de Jalpa ligger strax söder om San Pedro Xalpa, öster om kommunens huvudort Huehuetoca och nära gränsen till kommunen Zumpango. Orten tillhör Mexico Citys storstadsområde och hade 9 105 invånare vid folkmätningen 2010.